# Gabriel Gruber
Gabriel Gruber TJ (ur. 4 maja 1740 w Wiedniu, zm. 26 marca 1805 w Sankt-Petersburgu) austriacki prezbiter oraz wszechstronnie uzdolniony agronom, architekt, inzynier, fizyk i malarz, został Wikarym generalnym Towarzystwa Jezusowego w Imperium Rosyjskim w latach 1802–1805. Z pochodzenia Słoweniec.

## Młodość
Gabriel Gruber urodził się w Wiedniu w mieszczańskiej rodzinie pochodzenia słoweńskiego. Jego ojciec był płatnerzem. Został ochrzczony 6 maja 1740 roku w kościele Mariahilf. Otrzymał na chrzcie imiona Gabriel Erhard Jan Nepomucen. Miał trzech młodszych braci: Antona, Johanna-Nepomuka i Tobiasa, którzy również wstąpili do Towarzystwa Jezusowego.
Edukację Gruber rozpoczął od studiów klasycznych w kolegium Jezuickim w Wiedniu. W czasie nauki w wieku 15 lat –18 października 1755 roku wstąpił do Towarzystwa Jezusowego. Nowicjat i studium łaciny i greki odbył w Leoben w latach 1757–1758. Następnie w latach 1758–1760 studiował w Grazu filozofię i teologię. Prócz tego podjął specjalne studia: fizyki, matematyki, rysunku, malarstwa, muzyki, medycyny(z zakresu chirurgii), astronomii oraz architektury cywilnej i wojskowej w Wiedniu (w latach 1760–1761 i 1762-1763) i Trrnawie (w latach 1761–1762). W 1766 roku Gabriel Gruber przyjął święcenia kapłańskie, a w roku szkolnym 1767-/1768 w Judenburgu odbył trzecią probację.

## Kariera naukowa
Po ukończeniu trzeciej probacji Gabriel Gruber został mianowany profesorem mechaniki i hydrauliki w kolegium jezuickim w Lublanie. W czasie sprawowania tego stanowiska 1 stycznia 1772 roku powierzono mu zaprojektowanie systemu osuszenia bagien w pobliżu Lublany i kierownictwo jego wykonania. W Lublanie Gruber zaprojektował również kościół i kolegium jezuickie i kierował ich budową. W zbudowanym według swego projektu kościoła w Lublanie 15 sierpnia 1773 roku (na dzień przed ogłoszeniem kasaty Towarzystwa Jezusowego w Rzymie) złożył uroczystą profesję zakonną.

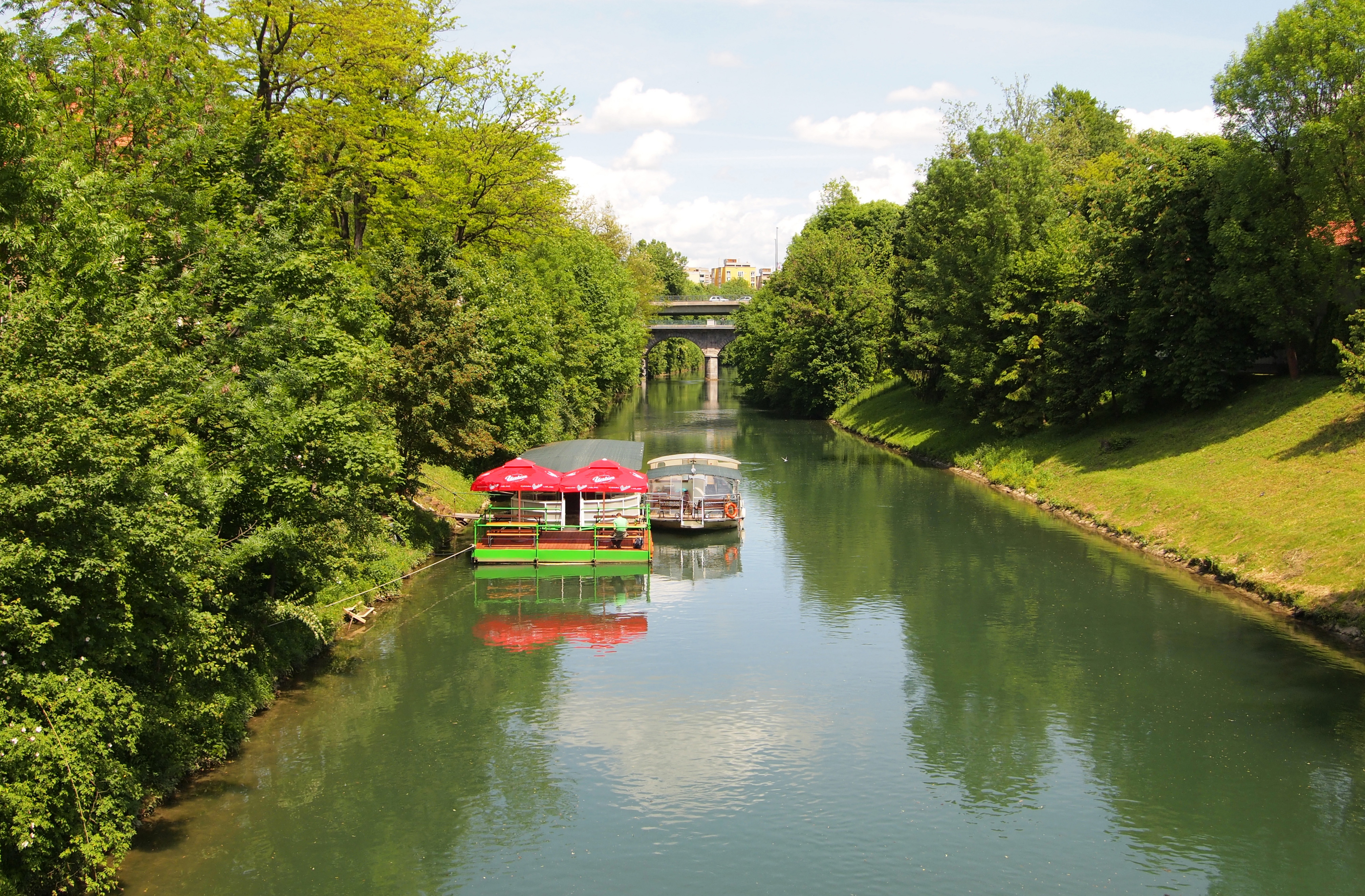
Współczesny widok Gruberkanal w pobliżu zbiegu z rzeką Ljubljanicą

Po kasacie Towarzystwa Jezusowego w 1773 roku Gruber pozostał profesorem uniwersytetu w Lublanie. Prócz wcześniej sprawowanego stanowiska profesora mechaniki i hydrauliki stał się również profesorem rysunku i geometrii. Kierował wówczas umacnianiem brzegów rzeki Sawy. W latach 1773–1780 kierował pracami budowy kanału, nazwanego następnie na jego cześć (Gruberkanal).

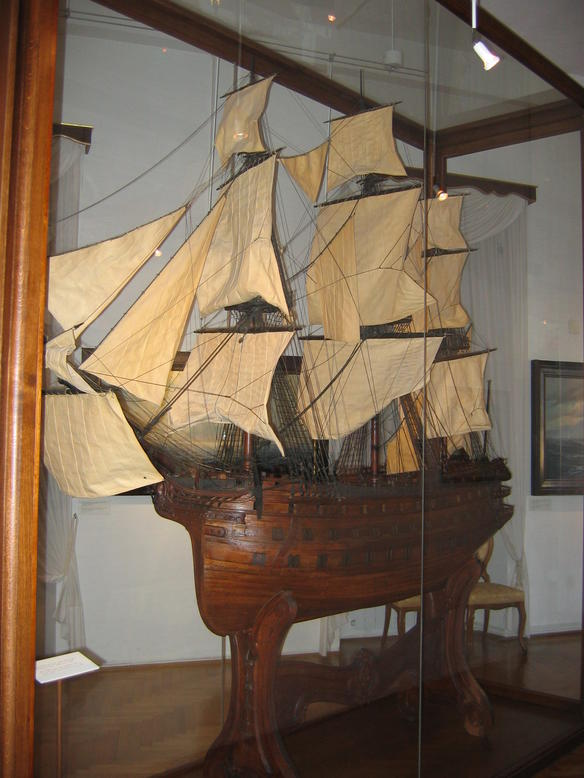
Kaiser Karl der Sechste, model pancernika autorstwa Gabriela Grubera przechowywany w Muzeum Morskim w Piranie

Gabriel Gruber został nadwornym fizykiem cesarza Józefa II. Na zlecenie cesarza Józefa II uczestniczył on w budowie nowych okrętów w Trieście.

## Pobyt w Połocku
W lutym 1784 roku Gruber przybył do Połocka w celu dołączenia do działających w Imperium Rosyjskim Jezuitów. W drodze do Połocka Gabriel Gruber zatrzymał się na dworze króla Stanisława Augusta, dla którego miał namalować kilka obrazów.
Po przybyciu do Połocka Gruber wstąpił ponownie do Towarzystwa Jezusowego oraz otrzymał stanowiska profesora mechaniki i architektury połockiego kolegium jezuickiego, które sprawował w latach1784-1799. W latach 1784–1800 sprawował również stanowisko profesora agronomii połockiego kolegium jezuickiego. W latach 1790–1800 Gabriel Gruber sprawował natomiast stanowisko profesora fizyki doświadczalnej połockiego kolegium jezuickiego.

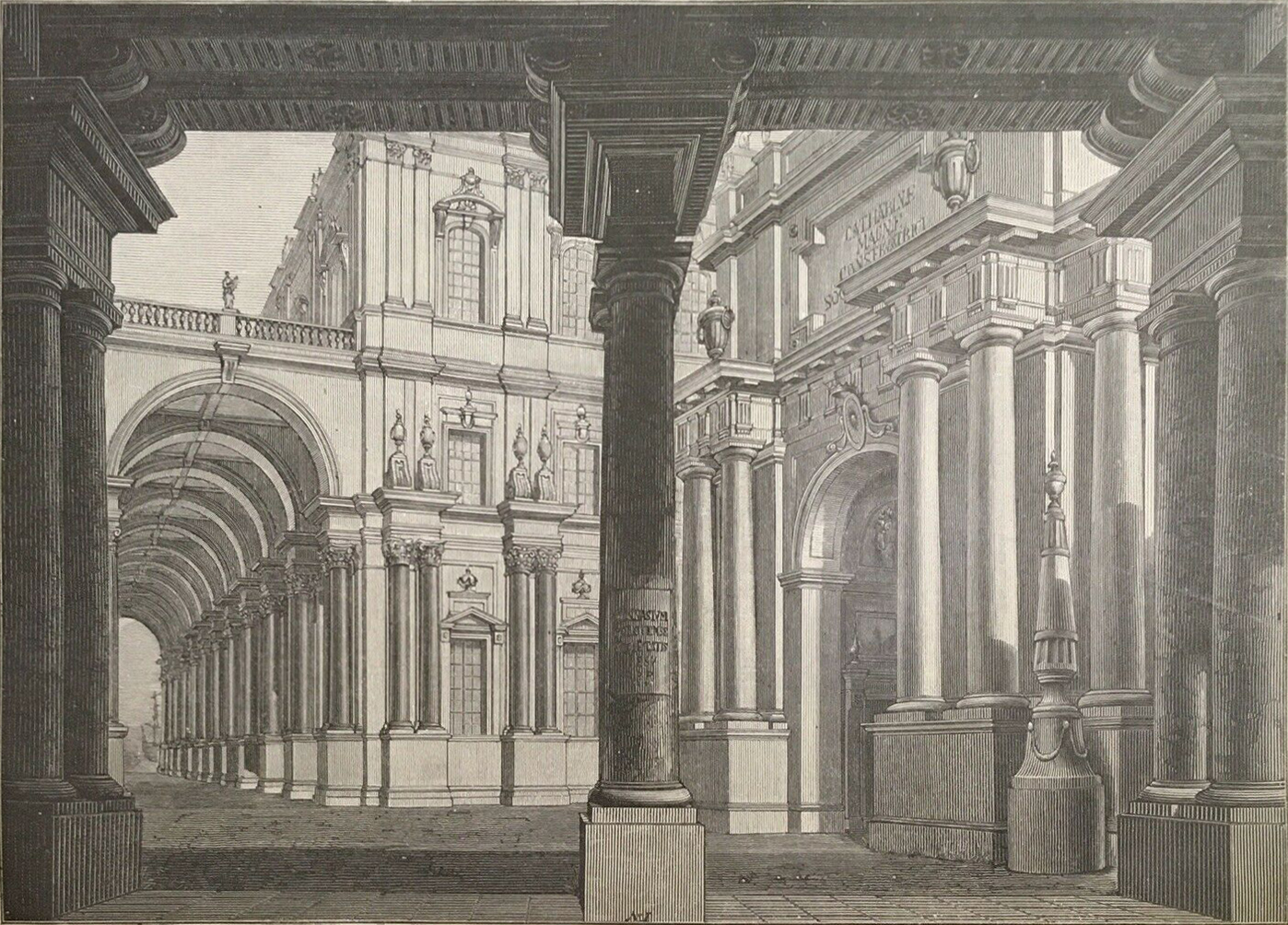
Projekt rekonstrukcji Połockiej Akademii Jezuickiej, rysunek autorstwa Gabriela Grubera

W Połocku Gruber stworzył muzeum fizyczno-mechaniczne, pracownie chemiczną, bibliotekę, galerię obrazów i sale teatralną. Osobiście stworzył freski w sali muzeum fizyko-mechanicznego. W Połocku Gruber także tworzył obrazy o tematyce religijnej i przedstawiające połockie kolegium jezuickie.

## Relacje Gabriela Grubera z Carem Pawłem I
Wkład Grubera w naukowy rozwój kolegium jezuickiego w Połocku i w rozwój badań naukowych pozyskał mu przychylność imperatorowej Katarzyny II, a następnie jej następcy imperatora Pawła I.
W czerwcu 1799 r. Gabriel Gruber spotkał się w Sankt-Petersburgu z Pawłem I, i zaś przekonał go do oficjalnego uznania Towarzystwa Jezusowego w Imperium Rosyjskim, argumentując to tym, że Jezuici będą pożyteczni, dla rozwoju edukacji. Paweł I zapewnił go, że udzieli wsparcia Towarzystwu Jezusowemu. W czerwcu 1800 roku Gruber uzyskał prawo swobodnego dostępu do imperatora. 11 kwietnia 1800 roku Paweł I napisał list do papieża Piusa VII z prośbą oficjalnego uznania Towarzystwa Jezusowego w Imperium Rosyjskim.

## Pobyt w Sankt-Petersburgu
W 1797 roku Gruber został asystentem wikariusza generalnego Franciszka Kareu, a w 1800 rektorem kolegium jezuickiego w Sankt-Petersburgu. Pobyt Grubera stał się stałym od 1799 roku, gdy został wysłany przez zebraną w Połocku Kongregację Generalną III w celu obrony interesów zakonu w stolicy Imperium Rosyjskiego w związku z wyborem w 1799 roku na stanowisko wikariusza generalnego Franciszka Kareu.
W 1801 roku Gruber uzyskał od papieża Piusa VII zatwierdzenie Towarzystwa Jezusowego na Białej Rusi. W 1801 roku założył kolegium jezuickie w Sankt-Petersburgu, a w 1802 roku collegium nobilium
Gruber utrzymywał serdeczną znajomość z francuskim dyplomatą Josephem de Maistre, który odbył z nim liczne rozmowy i regularnie uczęszczał na msze odprawiane przez niego.

## Generał Towarzystwa Jezusowego w Imperium Rosyjskim
IV Kongregacja Generalna w Połocku wybrała Gabriela Grubera 22 października 1802 roku na generała. Tego samego roku przeniósł siedzibę generała TJ z Połocka do Sankt-Petersburga. Jako generał Towarzystwa Jezusowego Gruber utworzył misje jezuickie w Saratowie (w 1803 roku), w Odessie (w 1804 roku) i w Astrachaniu (w 1805 roku). Do stworzonych przez siebie misji jezuickich Gabriel Gruber sprowadził niemieckich kolonistów. W 1802 roku utworzył rezydencje w Rydze. W styczniu 1805 roku podjął również próbę utworzenia jezuickiej misji w Chinach, jednakże jej utworzenie zostało wstrzymane przez Kongregację Propagandy.
W 1804 roku władza Grubera jako generała Towarzystwa Jezusowego objęła również jezuitów w Królestwie Neapolu i w Królestwie Sycylii rezultacie zatwierdzenia kanonicznego Towarzystwa Jezusowego w tym państwie.

## Śmierć
Gabriel Gruber zmarł nocą 26 marca (7 kwietnia według kalendarza juliańskiego) 1805 roku w domu Jezuitów w Sankt-Petersburgu w czasie pożaru. Jego śmierć została spowodowana przez atak astmy wywołany dymem pożaru.